# کاشا، استان پروجا
کاشا (ایتالیایی: Cascia؛ ‏ تلفظ ایتالیایی: [ˈkaʃʃa]) یک کومونه در ایتالیا است که در استان پروجا واقع شده‌است.

## خصوصیات
کاشا ۱۸۱٫۰۹ کیلومترمربع مساحت و ۳٬۲۴۵ نفر جمعیت دارد و ۶۵۳ متر بالاتر از سطح دریا واقع شده‌است.

## خواهرخوانده
شهرهای کارپینتو رومانو، کونورسانو و San Luca خواهرخوانده‌های کاشا هستند.